# Bulbophyllum oreodorum
Bulbophyllum oreodorum là một loài phong lan thuộc chi Bulbophyllum.